# Пуё (государство)
Пуё (кор. 부여?, 夫餘?; кит. трад. 夫餘/扶餘, упр. 夫余/扶余, пиньинь Fūyú/Fúyú, палл. Фуюй) — древнее государство в районе современной Маньчжурии, существовавшее со II века до н. э. по 494 год. В 494 году его остатки вошли в Когурё, которое, как и государство Пэкче, называли себя его преемниками.
Известно, что в 285 году от Пуё отпочковалось Тонбуё (восточное Пуё), после чего для того, чтобы отличить два эти государства, изначальное Пуё иногда называют Пукпуё (северное Пуё). Империя Когурё в начале своего развития носило название «Чольбон Пуё», а в 538 году Пэкче было переименовано в Намбуё (южное Пуё).

## Расположение
Находилось в 1000 ли к северу от округа ханьской империи «Сюаньту», на юге также граничило с Когурё, на востоке — с тунгусо-маньчжурскими племенами Илоу, на западе — с сянби, на севере жили до реки Жоушуй (弱水, китайское название, калька, означающая, что по реке сложно плавать, «слабая вода»). Протяжённость земли Пуё — около 2000 ли.

## История

### Зарождение
Дата основания точно неизвестна, однако Пуё появляется в китайских хрониках периода Сражающихся Царств как государственное образование, граничащее с Янь.
История основания Пуё отображена по-разному в китайских и корейских источниках: первые говорят, что основателем государства был выходец с севера Томмён (동명, 東明), тогда как вторые указывают на Хэбуру.
В китайской хронике «Хоу Ханьшу» приведена легенда о происхождении Томмёна (в китайской передаче «Дунмин»). Однажды правитель варварского народа Соли (索離) отправился в долгое путешествии, а когда вернулся, обнаружил, что его служанка понесла. Он хотел убить её, но она сказала, что с неба на неё сошёл дух в форме яйца, и она забеременела (схоже с легендой о сяньбийце Таньшихуае). Князь заточил её, но вскоре она родила мальчика. Князь отнёс его в хлев к животным: свиньям и лошадям, оставил там, но ему не было никакого вреда. Князь счёл его божеством и отдал матери, которая назвала его Томмён (кит. трад. 東明, палл. Дунмин — «светает на востоке»). Вскоре он вырос и стал отличным стрелком. Князь возненавидел его и хотел убить. Тогда Томмён бежал на юг, к реке Янсы (掩㴲水). Он ударил луком по воде, рыбы и черепахи (鱉) всплыли на поверхность и образовали собой живой мост, по которому он пересёк реку. Он перешёл в Пуё и стал там править.

### Пуё иВосточная Хань
Существуют свидетельства того, что Пуё было данником восточной Хань и искало у неё защиты в борьбе против Когурё, в частности, в 120 году Пуё послало принца Вэйчутая в Сюньту с просьбой о военной помощи. Несмотря на это, Пуё не гнушалось совершать набеги на границы восточной Хань, например, в 111 и 127 году.
Во время восточной Хань Пуё налаживает контакты с округом Сюаньту. В правление Гуан У-ди стали приезжать в Китай для дипломатических контактов. В 50 (или 48) году прислали дань императору, в обмен получили щедрые подарки. Эта практика не прекращалась.
В 111 году фуюйский князь с 7000—8000 пехоты и конницы напал на Лэлан, было убито некоторое количество народа и чиновников, но вскоре всё утихло.
В 120 году наследник князя Юйцютай (尉仇臺) привёз дань императору и был награждён шелковыми тканями.
В 136 году князь Пуё сам посетил столицу Китая (тогда Лоян). Император устроил пир с представлениями, борьбой и театром.
В 161/162 году император снова принимал посла из Пуё с данью.
В 167 году правитель Пуё Футай (夫台) с 20 000 воинов напал на Сюаньту. Правитель области (太守, тайшоу) Гун Суньюй (公孫域) разбил пуёсцев, убив 1 000 человек.
В 175 году при Лин-ди (Хань) пуёсцы снова стали присылать дань.
Во II веке фуюйцы два раза вторгались на Ляодун, но ослабли после нападения Таншихайя.

### Пуё приТроецарствии. Уничтожение государства.
В 246 году пуёсцы помогали провиантом воюющим с Когурё китайцам. В 285 году Мужун Хуэй взял столицу Фуюй. Сын покончившего с собой царя Илюя пытался восстановить государство, но Мужуны разгромили его. После этого часть фуюйцев была переселена в Китай, остальные влились в Когурё.

### Тонбуё
Согласно некоторым источникам, Пуё была разделена на две страны: Пукпуё и Тонбуё. Тонбуё располагалась к востоку от земель Окчо(옥저, 沃沮), недалеко от современного Яньбяня. Его правители подчинялись Пукпуё.

### Чольбон Пуё
Некоторые корейские записи относят название «Чольбон Пуё» (졸본부여, 卒本夫餘) к раннему Когурё либо его столице, подчёркивая, что основатель Когурё был сыном основателя Пуё и сводным братом основателя Тонбуё.
Когурё, вероятно, возникло на территории Чольбон Пуё и имело связь с Тонбуё. Развиваясь, Когурё поглотило все территории Пуё и Окчо.

### Падение
Пуё было вассализировано Когурё. Однажды, в 457 году, Пуё платило дань империи Северная Вэй, однако большую часть времени своего заката оно было под управлением Когурё. Когурё и Пуё подверглись нападениям со стороны набирающей силу Уцзи (Мохэ, 勿吉, 물길) в 494, после чего Пуё было аннексировано.

## Правители
Поскольку Пуё стало преемником Кочосона, его правители продолжали именоваться тхандже.
1. Хэмосу (239 до н. э. — 195 до н. э.)
2. Морису (195 до н. э. — 170 до н. э.)
3. Кохэса (170 до н. э. — 121 до н. э.)
4. Ковуру (121 до н. э. — 86 до н. э.)

### Пукпуё
Северный Пуё (108 до н. э. — 58 до н. э.)
1. Кодумак (108 до н. э. — 60 до н. э.)
2. Комусы (60 до н. э. — 58 до н. э.)

### Тонбуё
Восточный Пуё (86 до н. э. — 22 н. э.). 
Правители Восточного Пуё отделились от северной части и стали носить титул ван («король»).
1. Хэбуру 해부루왕 解夫婁王 (86 до н. э. — 48 до н. э.)
2. Кымва[англ.] 금와왕 金蛙王 (48 до н. э. — 7 до н. э.)
3. Тэсо 대소왕 臺素王 (7 до н. э. — 22 н. э.)

## Культура
Жители Пуё, населявшие маньчжурские степи, занимались в основном земледелием. Их обычаи и традиции описаны в хрониках Сань го Чжи.
В культуре прослеживаются элементы тотемизма, существовал культ Неба. В 12 лунный месяц устраивали праздник, встречу барабана Неба, с пирами, песнями и плясками, а также помилованием осуждённых. Также были человеческие жертвоприношения на похоронах вождей.
Социальная структура общества обладает спорными трактовками. Так были касты медведя, тигра, рыбы, коня, быка, пса/волка — выполнявшие каждые свои обязанности и исполнявшие свои ритуалы, что южнокорейскими историками трактуется как чиновники. Однако, по всей видимости, это преувеличение. Это ни что иное как разграничение обязанностей каст по тотемам. В каждом кочевом стойбище был свой глава и человек, присланный из касты. В законодательной системе действовало правило семейной ответственности за преступления, что говорит о не до конца распавшихся родо-племенных отношениях. Семью казнённого продавали в рабство, с вора взыскивался штраф в 12-кратном размере, распутников любого пола казнили в горах (привязывали к дереву, где они умирали от голода, а тела их съедали птицы и звери), убийцу хоронили под трупом убитого в одной могиле.
Стойбища защищались деревянным частоколом.
Из оружия использовали луки со стрелами, копья и однолезвийные мечи (как китайский дао). Перед войной жертвовали Небу быка и по его копытам гадали об исходе войны.
Любили петь при ходьбе днём и ночью, пели почти всегда, когда шли куда-либо.
Наподобие хунну и других кочевников, практиковали наследование жён от старшего брата к младшему.
Мертвецов хоронили, завернув в ткань, гроб не использовали.

### Язык
Некоторые лингвисты полагают, что язык пуё, наравне с языками Когурё, Пэкче и японскими языками, входил в обособленную языковую семью, родственную алтайской языковой семье.
Существует версия о тунгусо-маньчжурском происхождении Пуё
Язык Пуё практически не сохранился, исключая небольшой набор слов, однако в «Хрониках Троецарствия» упоминается, что он был похож на языки Кочосона, Когурё и восточного Окчо.

## Хозяйство
Земли Пуё были в основном равнинными и удобными для земледелия. Однако народ этот был полукочевой и только некоторые племена выращивали злаки. В этом регионе в период Когурё произрастали культуры — просо, ячмень, полба. Занимались в основном скотоводством (конь, бык) и охотой, экспортировали меха и кожи. Добывали агат.

## Наследие
Когурё и Пэкче, два из трёх корейских государств, считали себя преемниками Пуё. Ван Онджо, основатель Пэкче, считается сыном Тонмёнсона, основателя Когурё. Пэкче официально сменило имя на Намбуё (남부여, 南夫餘 «Южное Пуё») в 538 году.